# Cleoeromene smithi
Cleoeromene smithi är en fjärilsart som beskrevs av Druce 1896. Cleoeromene smithi ingår i släktet Cleoeromene och familjen Crambidae. Inga underarter finns listade i Catalogue of Life.